# Homo sovieticus
Homo sovieticus (sovětský člověk) je typ člověka zformovaný marxistickým sociálním experimentem. Slovní neologismus se začal více používat v 60. letech 20. století, ale doba jeho vzniku není přesně známa. Základní rysy nového sovětského člověka načrtnul např. Michail Bulgakov v románu Mistr a Markétka, do širšího povědomí se výraz dostal díky knize Homo sovieticus ruského emigranta, spisovatele a sociologa Alexandra Zinovjeva (1923–2006). Tato kniha vyšla v roce 1982. S úderníky nebo kladnými postavami sovětských budovatelských románů nemá homo sovieticus nic společného.
Během sedmdesáti let a něco jsme v marxisticko-leninské laboratoři vytvořili zvláštního člověka: Homo sovieticus. Jedni ho považují za tragickou postavu, jiní mu říkají sovok, ubohá sovětská nula. Zdá se mi, že toho člověka znám, znám ho dokonce velmi dobře, žili jsme spolu bok po boku během tolika let. Tím člověkem – jsem já.
Světlana Alexijevičová

## Charakteristika
- V Zinovjevově analýze je „homo sovieticus“ jedincem schopným přizpůsobit se všemu kvůli vlastnímu přežití. V sovětskému systému jsou jedinci osvobozeni od tíhy společenské odpovědnosti i vlastní pracovní iniciativy a jejich existence je ekonomicky zajištěna podobně. Homo sovieticus je podle Zinovjeva podskupinou Homo sapiens, skupinou, která je schopna přizpůsobit se všemu jako hmyz, co přežije všechny změny životního prostředí. Kvůli této odolnosti se Zinovjevovi jeví komunismus trvanlivější než západní demokracie, kde „média masového oblbování“ vyzdvihla strach nad stávající ideologii. Pasivita a podřízení se autoritám poskytují totalitnímu systému stabilitu. Zinovjevův popis „homo sovieticus“ se shoduje s definicí pojmu „masový člověk“. Tím je jedinec, který je násilím a prostřednictvím totalitní manipulace proměněn v jednotku „masy“; je poslušným „šroubkem“, odstavený od moci, od výrobních prostředků i výsledků své práce. Typická je pro něj neukotvenost v ustálených sociálních skupinách; je připraven naprosto se podřídit tomu, co zabezpečí jeho existenci. V extrémních situacích (ekonomických, sociálních, válečných) tento jedinec snadno podléhá působení propagandy.[3][4]

- S osobitým pohledem na člověka vyprodukovaného komunistickým systémem, jehož předobraz pochází ze Sovětského svazu a šíří se Východní Evropou, přišel polský profesor filozofie a katolický kněz Józef Tischner (1931–2000).[5][6] Sledoval, jak se „homo sovieticus“ konfrontuje s katolickou duší Polska. Podle něj se první zásada „homo sovieticus“ dotýká majetku a vlastnictví; tam se tento typ člověka projevuje především jako poživačná bytost plná rozličných potřeb (jídlo, sex, moc...) s naléhavou potřebou vlastnit. „Homo sovieticus“ je vždy plný nároků, v každé situaci je připravený obviňovat jiné, chorobně je podezírat s vědomím možného neštěstí a je neschopný se obětovat. Jde o bytost „jednorozměrnou“ ve smyslu neexistence nadpozemského, vertikálního rozměru lidského bytí. Její vnitřní život se omezuje jen na otázky hmotného zajištění. Systémem je jedinec stimulován k tomu, aby se projevoval jinak navenek a jinak uvnitř sebe.[5]

- V pozdějších letech letech se užití pojmu „homo sovieticus“ rozvolnilo (dle Vladimira Sorokina mutuje).[7] Zinovjev kdysi hodnotil sovětský systém a jeho člověka bez nenávisti a jako přirozený historický fakt. Obecně ale označení „homo sovieticus“ začíná být vnímáno spíše sarkasticky a hanlivé. Zdůrazňuje se absence individuální odpovědnosti, iniciativy a tvořivosti, převažuje tu konformita, uniformita, lhostejnost, přetvářka a rozdvojenost myšlení. „Homo sovieticus“ předstírá pracovní iniciativu (pod známým heslem: „Oni předstírají, že nám platí, my předstíráme, že pracujeme.“), dále předstírá starost o společný majetek (ve skutečnosti se ale přiživuje drobnými krádežemi), předstírá bratrské společenské vztahy (když má ale možnost cokoli „urvat“, tak to udělá). Existuje i „obojaký“ přístup k „homo sovieticus“. Daný fenomén jako by měl dvě strany – horší a lepší. Lepší je tvořena takovými vlastnostmi, jakými jsou síla, odvaha, pracovní entuziasmus či připravenost k hrdinským činům; špatná strana se vyznačuje nesamostatností, paternalistickým pohledem na svůj stát a svého vůdce. Zdá se, že v této interpretaci dochází k částečnému ztotožnění termínu „homo sovieticus“ s výše zmiňovaným označením „nový člověk“. To je podpořeno i lexikálně: „homo sovieticus“ se někdy překládá jako „советский человек“ s přídavkem „новый“.[4]